# Resolutie 2151 Veiligheidsraad Verenigde Naties
Resolutie 2151 van de Veiligheidsraad van de Verenigde Naties werd op 28 april 2014 unaniem aangenomen door de VN-Veiligheidsraad. De door Nigeria – dat die maand voorzitter was – opgestelde resolutie benadrukte het belang van de hervorming van de veiligheidsdiensten van een land na afloop van een gewapend conflict voor de vrede en het herstel.

## Inhoud
Na een conflict in een land is het van belang dat de veiligheidssector – leger en politie – van dat land wordt hervormd. Daardoor kunnen vrede en stabiliteit worden bewaard, de armoede verminderd, de ordehandhaving en het staatsgezag verzekerd, worden verdere conflicten voorkomen en kunnen schendingen van de mensenrechten en het internationaal recht bestraft worden. Ook is overheidstoezicht op de veiligheidsdiensten van belang. Maar het is aan het land zelf om daarover te beslissen.
Efficiënte, professionele, verantwoordelijke, niet-discriminerende veiligheidsdiensten met respect voor de rechten van de mens en ordehandhaving zijn de hoeksteen van vrede en duurzame ontwikkeling en van belang om conflicten te voorkomen. Het grootste deel van de hulp die de VN bieden om veiligheidsdiensten te hervormen zou worden gegeven aan Afrikaanse landen en een aantal Afrikaanse landen werden belangrijke verleners van die hulp. Het hervormen van veiligheidsdiensten is een centraal element van vredesoperaties, en er waren steeds meer en complexere van die operaties.
Het hervormen van de veiligheidsdiensten moest gebeuren als onderdeel van een algemeen nationaal politiek proces, dat door de hele samenleving gedragen zou worden. Daarbij moest er speciale aandacht zijn voor de bescherming van kinderen, scholen en ziekenhuizen. De VN is de geschikte organisatie om daarmee te helpen en had hier ook veel ervaring in. Verder was samenwerking met regionale organisaties van belang. De secretaris-generaal werd gevraagd de samenwerking met de Afrikaanse Unie te bevorderen.

## Verwante resoluties
- Resolutie 2033 Veiligheidsraad Verenigde Naties (2012)
- Resolutie 2143 Veiligheidsraad Verenigde Naties
- Resolutie 2167 Veiligheidsraad Verenigde Naties
- Resolutie 2171 Veiligheidsraad Verenigde Naties

Lijst ·  2133 ·  2134 ·  2135 ·  2136 ·  2137 ·  2138 ·  2139 ·  2140 ·  2141 ·  2142 ·  2143 ·  2144 ·  2145 ·  2146 ·  2147 ·  2148 ·  2149 ·  2150 ·  2151 ·  2152 ·  2153 ·  2154 ·  2155 ·  2156 ·  2157 ·  2158 ·  2159 ·  2160 ·  2161 ·  2162 ·  2163 ·  2164 ·  2165 ·  2166 ·  2167 ·  2168 ·  2169 ·  2170 ·  2171 ·  2172 ·  2173 ·  2174 ·  2175 ·  2176 ·  2177 ·  2178 ·  2179 ·  2180 ·  2181 ·  2182 ·  2183 ·  2184 ·  2185 ·  2186 ·  2187 ·  2188 ·  2189 ·  2190 ·  2191 ·  2192 ·  2193 ·  2194 ·  2195